# Piet de Jong
Petrus Jozef Sietse "Piet" de Jong, född 3 april 1915 i Apeldoorn, död 27 juli 2016 i Haag, var en nederländsk politiker inom det kristdemokratiska Katolska Folkpartiet (KVP) som var premiärminister 1967–1971.